# هيجة شميس (القفر)

تعديل مصدري - تعديل

هيجة شميس محلة تابعة لقرية نجد البرح، التابعة لعزلة بني سيف السافل بمديرية القفر إحدى مديريات محافظة إب في الجمهورية اليمنية، بلغ تعداد سكانها 26 حسب تعداد اليمن لعام 2004.